# Kanonia (architektura)

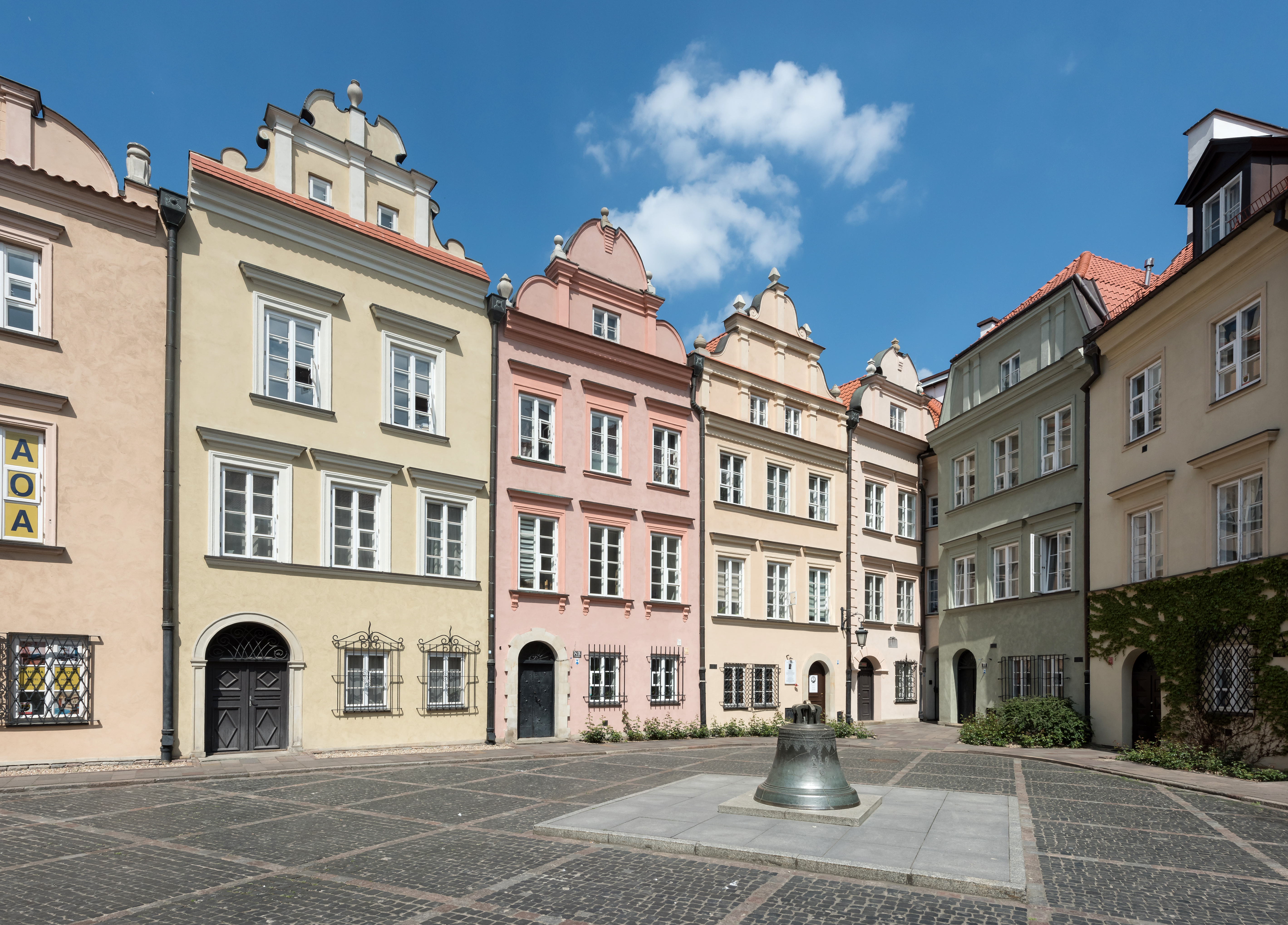
Dawne kanonie kanoników kolegiaty św. Jana przy ul. Kanonia w Warszawie

Kanonia – dom w pobliżu katedry lub kolegiaty, w którym znajdowały się mieszkania księży kanoników należących do kapituły. W czasach późniejszych (od XVI wieku) nazwa stosowana była także w odniesieniu do usytuowanych w sąsiedztwie katedry kamieniczek, które były zamieszkiwane przez kanoników.